# Ella Flagg Young

Ella Flagg Young, um 1910

Ella Flagg Young (* 15. Januar 1845 in Buffalo; † 26. Oktober 1918 in Washington, D.C.) war eine US-amerikanische Lehrerin, Lehrerbildnerin, Schulreformerin, Schulverwaltungsreformerin und Vertreterin der „progressive education“. Sie war die erste Frau in der Position eines Superintendenten und in dieser Funktion damals bestbezahlte Frau der USA und verantwortlich für das gesamte Schulsystem von Chicago. Unter John Dewey war sie Assistenzprofessorin für Pädagogik, Mitglied der Chicago School of Pragmatism.

## Kindheit
Ella Flagg war das jüngste von drei Kindern einer Arbeiterfamilie. Die Eltern waren Presbyterianer, lebten ihren Glauben aber undogmatisch: Kartenspiel, Tanzen und die Lektüre weltlicher Literatur waren erlaubt; der Vater las viel und diskutierte religiöse Fragen. Da sie ein kränkliches Kind war, wurde Flagg anders als ihre größeren Geschwister nicht eingeschult. Sie verbrachte fast täglich Zeit mit Gartenarbeit, weil die Eltern glaubten, dass das ihrer Gesundheit zuträglich sei. Mit acht oder neun Jahren brachte sich Flagg das Lesen selber bei, angeregt von einem Zeitungsbericht über einen Schulhausbrand. Mit elf Jahren besuchte sie schließlich die Schule. Als Flagg dreizehn war, zog die Familie 1858 nach Chicago.

## Ausbildung
Vorbedingung zur Aufnahme an eine der High Schools in Chicago war, dass Flagg ein Jahr lang die Grammar School besuchte. Der Unterricht dort langweilte sie aber zunehmend; der Vater stand der Bildung, wie sie in Schulen vermittelt wurde, kritisch gegenüber, die Mutter sah keine Notwendigkeit für ihre Tochter, weitere Schulen zu besuchen; nach einigen Monaten gab Flagg den Schulbesuch auf. Eine Freundin machte sie auf die Möglichkeit der „teachers certification“ aufmerksam: da institutionalisierte Ausbildungsgänge für Lehrpersonen noch kaum existierten, wurden die meisten Lehrpersonen nicht an spezialisierten Schulen ausgebildet; stattdessen hielt der Superintendent (oberste Schulaufsicht im amerikanischen Bildungssystem der Zeit) Prüfungen ab. Wer diese Prüfung bestand, war zum Unterricht an der Grundstufe zugelassen. Flagg bestand die „teachers certification“, war jedoch mit 15 Jahren zum Unterrichten noch zu jung. Auf Empfehlung des Superintendenten konnte Flagg am Ausbildungskurs für Lehrpersonen („Chicago High School Normal Course“) teilnehmen, den eine der High Schools bald darauf und offenbar erstmals anbot.

## Lehrerbildung, Schulleitung und „assistant superintendent“
1856 wurde die erste High School in Chicago eingerichtet mit dem Zweck der Lehrerausbildung. Die Eingangsvoraussetzungen waren niedrig, Männer mussten 16 und Frauen 15 Jahre alt sein und eine Eingangsprüfung, die ungefähr der sechsten Schulklasse entsprach, ablegen. Lehrer in den 1850er und 60er Jahren verdienten $1000 pro Jahr, Lehrerinnen jedoch nur $250. Anfangs war die Arbeit ausschließlich theoretisch. 1865 wurde jedoch eine Praxisschule eingerichtet, an der eine begrenzte Anzahl Studenten für ein halbes Jahr unterrichteten. Das Board of Education kontrollierte die Unterrichtsfächer, die Aufnahme der Studenten und niemand konnte Lehrer werden ohne dessen Zustimmung. Das Board wurde gebeten, die normale Ausbildung um ein halbes Jahr zu verlängern, damit den jungen Mädchen etwas mehr „Kultur“ beigebracht werden könne. Dies wurde abgelehnt, ebenso wie die Heraufsetzung der Standards für die Aufnahmeprüfung.
Mit knapp 18 Jahren übernahm Ella Flagg 1862 ihre erste Stelle als Lehrerin an der Brown School. Sie selbst hatte mit 13 Jahren die Brown School besucht, als ihre Familie nach Chicago kam und als „Schülerin mit besonderen Pflichten“ Rechnen unterrichtet. Im selben Jahr starb ihre Mutter. Bereits drei Jahre später konnte Flagg auf Vorschlag des Superintendenten Aufbau und Leitung der neuen „School of Practice“ übernehmen. Diese Übungsschule für angehende Lehrpersonen bestand aus zwei Grundschulklassen in zwei Klassenzimmern; Lehrpersonen im letzten Ausbildungssemester unterrichteten für jeweils vierzehn Tage in einer der Klassen; Flagg betreute die Lehrpersonen in der Unterrichtsvorbereitung und -gestaltung, gab Demonstrationslektionen und war daneben verantwortlich für den Lernfortschritt aller Kinder. Zwischen 1865 und 1876 war Flagg mit kurzen Unterbrechungen als Leiterin der Übungsschule, später in ähnlicher Funktion an der „Normal School“ tätig. Die systematische Ausbildung von Lehrpersonen war erst im Aufbau begriffen: Das System von „Normal School“ für die allgemeinbildende und „School of Practice“ für die berufspraktische Ausbildung wurde in diesem Zeitraum ausgebaut und in einem Neubau zusammengelegt.
Als Flagg einer ihrer Praktikantinnen nahelegte, einen anderen Beruf zu wählen, führte dies zu einem Konflikt mit dem „School Board“ (Aufsichtsgremium der Schulen). Flagg quittierte darauf für ein Jahr ihren Dienst und unterrichtete Mathematik, kehrte dann aber an die Normal School und in die Lehrerbildung zurück. Ab 1874 verlor die junge „Normal School“ zunehmend an Bedeutung, weil einige High Schools ihren akademischen Ausbildungsgang auf zwei Jahre verlängerten; die „Normal School“ wurde wenig später aufgehoben, 1877 auch die „Practice School“. Zukünftige Lehrpersonen wurden dann wieder unter den Absolventen der High School rekrutiert und nach Bestehen eines Eignungstests probehalber und ohne berufspraktische Ausbildung angestellt.
Ab 1876 leitete Flagg die Scammon School, wechselte 1879 zur Skinner School, welche eine der größten Schulen Chicagos war. 1887 wurde Flagg zu einer der fünf „assistant superintendents“; diese Stellung hatte sie zwölf Jahre inne. Als 1891 Albert G. Lane neuer Superintendent wurde, unterstützte sie dessen Arbeit. Unter Lane wurde Werkunterricht in weiteren zehn Elementary-Schulen als Bestandteil des Lehrplans eingeführt. 1892 wurden die zehn Kindergärten, die seit 1888 von Privateinrichtungen betrieben und finanziert wurden, in das Schulsystem eingegliedert und per Gesetz ab 1895 auch finanziert. Lane unterstützte auch die Forderung der Lehrer nach einem Rentenfonds.
1880 gab es 898 Lehrer in Chicago und 1890 waren es (durch die Eingliederung umliegender Rand-Gemeinden) bereits 5.806 bei einer Einwohnerzahl von ca. 1,5 Millionen.

## Privatleben
1868 heiratete Ella Flagg den sehr viel älteren und kränklichen William Young. Im selben Jahr starb ihr Bruder. Ihr Ehemann starb 1873, kurz darauf im selben Jahr auch der Vater und die Schwester; damit war sie ganz ohne familiäre Bindungen. Möglicherweise hatte sich das Ehepaar Flagg Young aber schon vor dem Tod des Ehemannes getrennt, der Ehemann jedenfalls lebte vor seinem Tod nicht mehr in Chicago, sondern im amerikanischen Grenzland. Ab Mitte der 1870er Jahre wurde eine Lehrerin der „Skinner School“, Laura Brayton, Flagg Youngs enge Freundin. Die beiden Frauen führten während über 30 Jahren bis zu Youngs Tod einen gemeinsamen Haushalt. Als Flagg Young Superintendentin wurde, übernahm Laura Brayton die Funktion einer persönlichen Assistentin. Unklar ist, ob Young und Brayton eine Liebesbeziehung verband.
Flagg Young hatte regen und engen Kontakt mit anderen intellektuellen und sozialreformerisch eingestellten Frauen aus Chicago: Sie war wie Jane Addams und Margaret Haley Mitglied im „Chicago Woman’s Club“, traf aber beide Frauen auch privat und koordinierte sich mit ihnen während ihrer Zeit als Superintendentin bei politischen Vorstößen und Aktionen. Schon als Leiterin der Skinner School gründete Ella Flagg Young zusammen mit den Lehrkräften einen Lern- und Diskussionskreis, der ganz im Sinne der zeittypischen Vorstellung von höherer Bildung griechische Dramen, Shakespeare, moderne Theaterstücke und Fragen der englischen Grammatik diskutierte.

## Dewey und die Universität
Mit fünfzig Jahren begann Young, vorerst berufsbegleitend, ein Studium bei John Dewey an der University of Chicago. Über vier Jahre belegte sie Seminare in Logik, Ethik, Metaphysik und Georg Wilhelm Friedrich Hegels Philosophie. Sie zog sich 1899 von ihrem Amt als „assistant superintendent“ zurück und schrieb ihre Dissertation Isolation in the school. 1900 wurde sie promoviert und war von 1900 bis 1905 Assistenzprofessorin für Pädagogik an der University of Chicago. Ihre Kurse in Psychologie, Philosophie und Pädagogik waren sehr beliebt. Sie nahm verschiedene Aufgaben wahr. Präsident Harper bat sie, die Verbindung zu der Chicagoer Schulbehörde im Namen der Uni weiter zu pflegen. Für John Dewey beaufsichtigte sie dessen Lehrer und gab seiner Versuchsschule den Namen „Laboratory School“. Sie gab die Monatsschrift Elementary School Teacher sowie Educational Bi-Monthly heraus. John Deweys Tochter schrieb in ihrer Biografie: Dewey betrachte, „Mrs. Young as the wisest person in school matters with whom he has come in contact in any way…“ (Frau Young als die klügste Person in Schulangelegenheiten, die ihm je begegnet ist). Als Dewey und seine Frau 1904 die Uni verließen, ging sie ebenfalls.

## Die erste Frau als Superintendentin

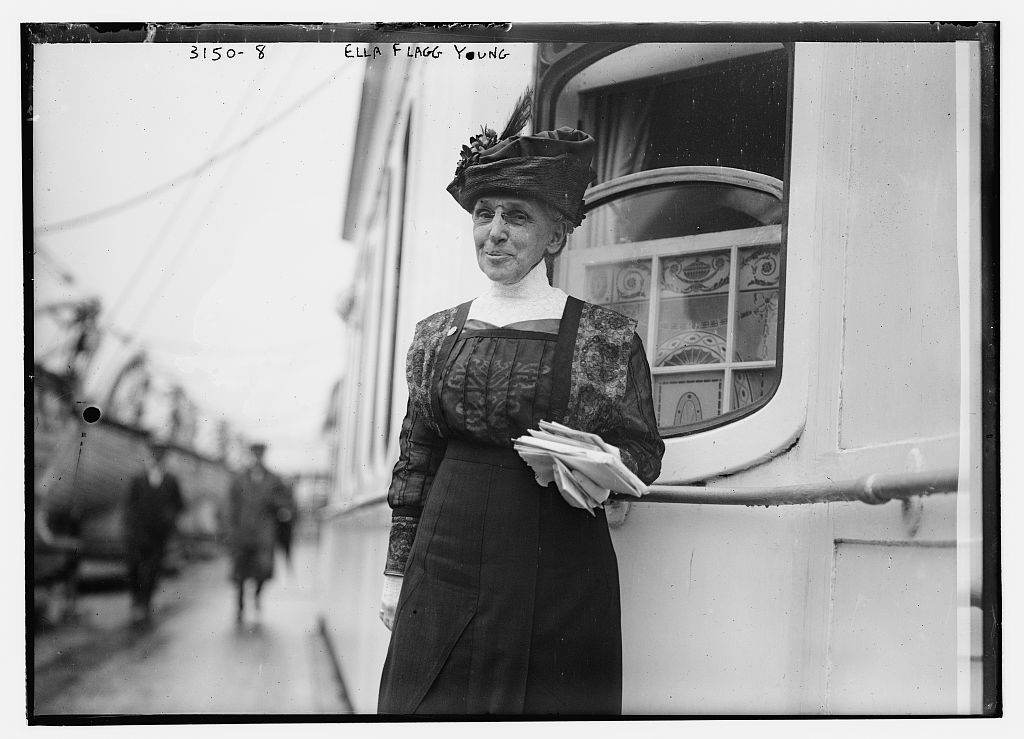
Ella Flagg Young 1905 auf einer Überfahrt zwischen Europa und den USA

1904 verließ Young die Universität und reiste in Europa herum und sammelte neue Eindrücke in anderen Schulen. Kurz nach ihrer Rückkehr 1905 wurde sie Leiterin der Chicago Normal School, später Chicago Teachers College. In ihrer Funktion setzte sie sich sehr stark für eine Qualitätssteigerung in der Lehrerbildung ein.
1909 wurde Ella Flagg Young, nach Uneinigkeiten und kritischen Stimmen gegen eine Frau in einer solchen Stellung und nachdem das Amt sechs Monate lang vakant war, vom städtischen School Board zur Superintendentin gewählt. Aufsehen erregte nicht nur der Umstand, dass erstmals eine Frau in dieses Amt gewählt wurde, sondern dass sie den gleichen Lohn erhielt wie ihr Vorgänger. Mit $10.000 pro Jahr war Young die bestbezahlte Frau der USA. Sie symbolisierte für viele Frauen eine Vorreiterin in einer solchen Position. Young gewann durch ihr Amt einen guten Ruf und Aufmerksamkeit im ganzen Lande. Frauen stachelten sie an, die Präsidentschaft der National Education Association (NEA) zu übernehmen. 1907 – mit ihrem 50-jährigen Bestehen – repräsentierte die NEA 5.044 Mitglieder in den USA und hatte damit einen bedeutenden Einfluss auf die Erziehung. In einer Rede sagte Ella Flagg Young 1907: „Wenn das öffentliche Schulsystem den Anforderungen, die das 20. Jahrhundert ihm auferlegen wird, begegnen will, muss die Isolation der Lehrer von der Verwaltung der Schule überwunden werden. Kann es wahr sein, dass Lehrer stärker in ihrer Arbeit sind, wenn sie keine Stimme haben in der Planung der großen Aufgaben, die in ihre Hände gelegt werden?“ 1910 wurde sie gewählt. Ermutigt durch ihre Wahl deckte sie gewisse Betrügereien in der NEA auf und wurde aus Rache bedroht. Als ihre Präsidentschaft endete, nahm sie ihre Tätigkeit als Superintendentin wieder auf.
Entsprechend ihrer Überzeugung für mehr Demokratie in den Schulen, versuchte sie auch ihr Amt zu führen. Sie bezog alle um sie herum bei kritischen Entscheidungen mit ein. Sie gab Zeit und Gelegenheit, dass ihre Mitstreiter ihre Pläne diskutieren und ausführen konnten, und sie brachte in ihre Arbeit den Gemeinschaftssinn ein. Obwohl diese Art der Führung sich oftmals als schwierig und zeitaufwendig erwies, verstand sie diese als ganz selbstverständlich. Das Ergebnis war, dass ihre Beziehungen zu Frauenorganisationen und der Öffentlichkeit intensiv, beiderseitig und beständig waren. Die starke Unterstützung, die sie durch die Frauenbewegung erfuhr, war auch ausschlaggebend für den Erfolg vieler ihrer mutigen Programme, die sie einführte.
1913 nahm der Konservatismus des School board zu; im selben Jahr gewannen die Frauen in Illinois das Stimmrecht. Die weiblichen Wähler setzten sich gegen die Korruption in der Regierung ein. Auch Young setzte sich gegen den Missbrauch von Ämtern ein und machte sich so unbeliebt. Sie hatte einige Auseinandersetzungen mit dem Board of Education über Schulbücher und auch Lehrerrechte, so dass sie ihren Rücktritt einreichte. Jane Addams und andere organisierten eine Protestbewegung von 2000 Frauen gegen das Board. Als aus diesem einige Mitglieder zurücktraten, wurde Ella Flagg Young wieder eingestellt.
Als sie im August 1915 in Urlaub war, nutzte der Immobilien-Magnat Jacob Loeb, ein einflussreicher Mann im Board of Education, die Gelegenheit, um einen Antrag vorzulegen, der Lehrern die Mitgliedschaft in einer Gewerkschaft verbot. Als Young zurückkehrte, war diese Klausel, die als „Loeb rule“ bekannt wurde, bereits beschlossen worden. Young trat von ihrem Amt zurück. Somit bestand im Board keine Opposition, um in der Folge eine große Anzahl Lehrer, die der CTF angehörten, zu entlassen. 1916 sprach sie vor der NEA-Versammlung, wo Loeb ihr Vorredner war und die Lehrergewerkschaften angriff, und sagte, dass Leute, die ihre Kinder nicht auf öffentliche Schulen schickten (Loebs Kinder gingen auf Privatschulen), auch nicht dem Board of Education angehören sollten.

## Die erzieherische Philosophie
Ella Flagg Young kritisierte die hierarchischen Strukturen des Bildungswesens und warf der Administration Isolation von der Schulrealität vor. Die Lehrpersonen seien degradiert und nicht frei in ihrem Bewusstsein. Sie wehrte sich gegen die verlangte Uniformität. Sie unterstützte es sehr, dass Lehrer und auch Schüler mehr Mitspracherecht im Schulalltag erhalten sollten. Hier seien die Stichworte Freiheit und Demokratie erwähnt.
Während ihrer langen und bedeutenden Karriere führte Young die Schulen von Chicago durch eine Zeit der dramatischen Veränderungen, in der die Industrialisierung schnell die Wirtschaft beherrschte und viele neue ethnische Gruppen als Einwanderer kamen. Sie begegnete diesen und vielen anderen Herausforderungen, indem sie eine Reihe von Reformen einführte. Sie forcierte die berufliche Ausbildung an Schulen. Um die Qualität und das Gedeihen des Unterrichts zu sichern, dezentralisierte sie viele Verwaltungsfunktionen und gab den Schulen mehr Selbstverantwortung. Sie bemühte sich, die Schulleitung von der rigiden Büroarbeit zu befreien, damit sie zu einer Leitung mit Kenntnissen über Lehrpläne und Pädagogik werden konnte. Sie stellte den Schulen Dekane zur Seite, die Studenten beraten sollten. Auch bot sie Programme zur Sexualerziehung an, die bisher nirgendwo an Schulen unterrichtet wurden.

## Die letzten Jahre
Young reiste die nächsten drei Jahre mit Laura Brayton zusammen in Kalifornien herum. Am 26. Oktober 1918 starb Ella Flagg Young an einer Grippe. Sie überließ ihren Besitz Brayton und drei anderen Freundinnen.
Jane Addams sagte von ihr: „Sie besaß mehr Intelligenz und Charakter als irgendeine andere Frau, die ich kannte“.

## Werke
- Isolation in the Schools. University of Chicago Press, Chicago 1900, Doktorarbeit März 1900. Neuauflage: Kessinger Publishing, ISBN 1-4370-2670-2 und Nabu Press, 2011, ISBN 1-176-74558-1
- Ethics in the School. University of Chicago Press, Chicago 1902, archive.org – Neuauflage: Kessinger Publishing, 2008, ISBN 0-548-86420-9
- Some Types of Modern Educational Theory. Brief criticisms of Arnold Tompkins, Mary R. Alling-Aber, W. W. Speer, Francis W. Parker, John Dewey. University of Chicago Press, Chicago 1902, archive.org
- Scientific Method in Education. Verlag: University of Chicago Press, Chicago 1903, archive.org
- Ella Flagg Young, Walter Taylor Field und Maginel Wright Barney: The Young and Field Literary Readers. Neuauflage, Verlag: General Books, 2009, ISBN 1-4590-0205-9
- The Re-examination of teachers. In: The Elementary School Teacher, Vol. IV, Dezember 1903, S. 247–249, archive.org